# Naba (langue)
Pour les articles homonymes, voir Naba (homonymie).
Le naba est une langue soudanique centrale parlée au sud-est du Tchad par le peuple des Lisi, composé des Bilala, des Kuka et des Medogo. Ces trois ethnies, très proches entre elles, donnent leurs noms aux trois dialectes du naba, eux-mêmes très proches en termes de grammaire et de vocabulaire commun. Selon une estimation réalisé en 2006, le naba était alors parlé par environ 278 000 personnes, dont 137 000 Bilala, 76700 Kuka et 19200 Medogo. Dans la norme ISO 639-3, le code du naba est mne.

## Classification
Le naba, qui est peut-être rattaché aux langues nilo-sahariennes, fait partie des langues soudaniques centrales, du groupe des langues bongo-bagirmi, de la branche sara-bagirmi et plus précisément encore du bagirmi.

## Répartition géographique
Le naba est parlé par les trois ethnies Lisi dans les régions où elles vivent, au sud-est du Tchad, dans les préfectures de Batha et du Chari-Baguirmi.

### Dialectes
Les trois ethnies regroupées sous le nom de Lisi sont les Bilala, des Kuka et des Medogo. Ces trois ethnies, très proches entre elles, donnent leurs noms aux trois dialectes du naba, eux-mêmes très proches en termes de grammaire et de vocabulaire commun : le site Ethnologue estime que la similarité lexicale entre les trois dialectes s'élève à 99%.

## Écriture
| A a   | B b | Ɓ ɓ   | C c   | CH ch | D d   | Ɗ ɗ | E e | F f | G g | H h | I i | J j | K k | L l | M m |
| Mb mb | N n | Nd nd | Ng ng | Ŋ ŋ   | Nj nj | N̰ n̰ | O o | R r | S s | T t | U u | W w | Y y | Z z |     |